# Hanna Fogelström
Hanna Victoria Fogelström (* 8. November 1990 in Partille) ist eine ehemalige schwedische Handballspielerin.

## Karriere
Fogelström begann das Handballspielen beim schwedischen Verein IK Sävehof. Die Außenspielerin gewann im Jahr 2009 ihren ersten Meistertitel mit der Damenmannschaft von Sävehof. Weitere Meisterschaftstriumphe feierte sie in den Jahren 2010, 2011, 2012, 2013 und 2014. Ab dem Sommer 2014 lief sie für den französischen Erstligisten Toulon Saint-Cyr Var Handball auf. Im Februar 2015 zog sie sich einen Kreuzbandverletzung zu. Nachdem Fogelström im November desselben Jahres wieder aufs Spielfeld zurückkehrte, verletzte sie sich nach zwei Spielen wieder am Kreuzband. Nachdem Fogelström in der Saison 2016/17 wieder für Toulon auflief, erlitt sie im letzten Saisonspiel eine weitere Kreuzbandverletzung. Weiterhin scheiterte hierdurch der zur Saison 2017/18 geplante Wechsel zum dänischen Verein Viborg HK. In Folge der Verletzung beendete sie ihre Karriere. In der Saison 2018/19 war Fogelström beim IK Sävehof als Managerin tätig. Seit dem 1. Mai 2020 ist sie beim schwedischen Verband als Teammanagerin tätig.
Fogelström bestritt 68 Partien für Schweden, in denen sie 112 Treffer erzielte. Die Weltmeisterschaft 2011 in Brasilien war ihre erste Turnierteilnahme. Fogelström erzielte zehn Treffer in sechs Partien und belegte mit Schweden den neunten Platz. Im Sommer 2012 nahm sie an den Olympischen Spielen in London teil. Mit Schweden belegte sie den elften Rang. Ebenfalls 2012 gehörte sie dem schwedischen EM-Aufgebot an, das den achten Platz belegte. Bei der Europameisterschaft 2014 gewann sie mit Schweden die Bronzemedaille.